# Merkinė
Merkinė är en stad i Alytus län i södra Litauen. Staden är belägen i Dzūkija nationalpark mellan floderna Merkys och Njemen. Enligt folkräkningen från 2011 har staden ett invånarantal på 1 228 personer.

## Historia
Staden eller dess slott omnämndes for första gången 1359. Vissa historiker, såsom Michał Baliński och Aleksander Połujański, menar att staden troligen grundades av vikingar, och att den existerade 1200-talet. Träslottet i Merkinė fick stor betydelse då det användes till försvar mot Tyska orden. Dokumentet skrivet av Vladislav II av Polen, som även var hertig av Litauen, som garanterade Vilnius stadsrätt år 1387, skrevs i Merkinė slott. Stadens första kyrka byggdes mellan åren 1387 och 1392 av Vladislav II av Polen och Vytautas den store av Litauen. Efter Slaget vid Tannenberg började staden växa snabbt.
Den 7 december 1569 beviljades staden Magdeburgrätten. I slutet av 1500-talet byggdes ett stadshus mitt på torget. Stadsgränsen markerades med 4 pelare. Under första halvan av 1600-talet byggdes Dominikanerna en kyrka och ett kloster nära torget. Staden var en av Vladislav IV av Polens mest omtyckta semesterorter.